# Mabudzane
Mabudzane est un village du Botswana, située dans le Nord-Est du pays.